# Wok

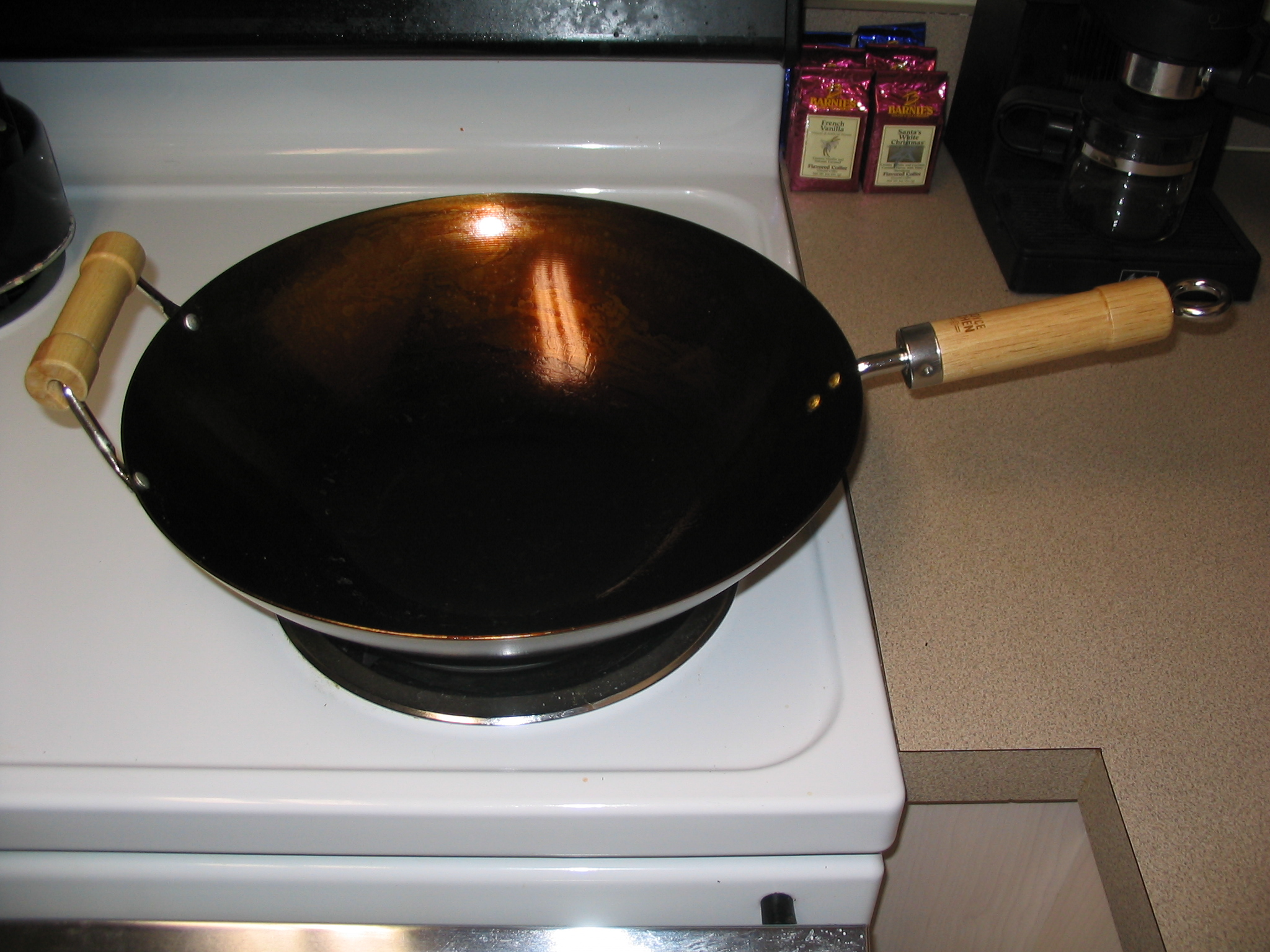
Wok

Pentru a găti în stil chinezesc sau asiatic și mai ales pentru a obține gusturile cât mai apropiate de cele originale, nealterate, avem nevoie în bucătărie de câteva accesorii, fără de care mâncarea pregătită nu va avea nici o legătură cu obiectul rețetei pe care îl preparăm și aici mă refer în special la wok. Dacă putem folosi în loc de coșul de bambus un steamer clasic, wok-ul și gătitul la temperaturi înalte nu pot fi înlocuite cu nimic.
Îmi place să denumesc wok-ul ca fiind portalul de intrare în bucătaria asiatică. Circa 70%, dacă nu mai mult din preparatele asiatice se gătesc la wok, urmând coșulețele de bambus și restul de accesorii. Wok-ul este originar din sudul Chinei, ulterior s-a răspândit în toată Asia și apoi în restul lumii. Ce este wok-ul? O tigaie cu fundul bombat care prin forma sa concentrează uniform căldura în interiorul tigăii. Procedeul de gătire cel mai folosit la wok este stir-fry (gătire la temperatura de peste 230 grade, amestecand ingredientele în continuu), procedeu care necesită o cantitate mică de ulei, mâncarea se face în doar câteva minute păstrându-și majoritatea proprietăților nutritive, spre deosebire de gătitul în stil occidental, în care se pierd mulți nutrienți prin expunerea excesivă la tratamentul termic.
Înainte de a vorbi despre wok, este important să notăm un aspect: gătitul la wok necesită o flacără puternică. Ultimile generații de plite și arzătoare au încorporat arzătorul pentru wok, ceea ce permite folosirea oricărui tip de wok. Ce wok alegem?
Avem de ales între: oțel carbon, fontă, aluminiu, inox, inox-aluminiu, cupru, ceramică, teflonate, xenon și cu siguranță mai sunt aliaje. Dupa formă, sunt cu fundul bombat – modelul asiatic și cu fundul plat, modelul occidental. Am să explic mai multe despre wok-ul din otel carbon, n-am să le trec pe toate în revistă, mă rezum la a spune două vorbe despre varianta cu strat antiaderent din teflon: nu este recomandat, deoarece peste 200-220 de grade, teflonul devine toxic, deci nu putem gati stir-fry. Sunt bune pentru orice alte preparate, cu conditia sa le folosim la foc mic sau mediu fara a nu supraincinge tigaia. Revenim la alegerea wok-ului. În bucătăriile profesionale asiatice vom găsi două tipuri de wok: oțel carbon și fontă, dar cel mai folosit este oțel carbonul. Se încinge foarte repede, păstrează căldura și o concentrează relativ uniform. Am să dezvolt mai departe folosirea acestui tip de wok deoarece este cel pe care îl folosesc după ce am studiat pagini întregi pe tema asta și am cerut și sfatul câtorva bucătari chinezi de la care mai “fur” meserie.
De asemenea este importantă grosimea wok-ului, nu vă grabiți să-l alegeți pe cel mai ieftin ci pe cel mai gros, care oricum este ieftin. Grosimea wok-ului meu este de 1,6 mm, cantareste cam 1,6 kg si l-am cumparat din Dragon II etj. 1. Puteți verifica foarte simplu duritatea tigăii: dacă trageti de marginea superioara a  wok-ului și îl puteți deforma din forța mâinii, căutați altul care să fie rigid. Ca și preț, la un diamentru de 34 cm pleacă de la 40 de lei pana la 50 de lei, în funcție de grosime.
După ce l-am cumpărat, urmează o etapă mai puțin plăcută dar obligatorie: arderea wok-ului. El vine din fabrică cu un strat de lubrefiant care impiedică apariția ruginei, acest strat se îndepărtează numai prin ardere. Aveți mai multe variante, prima ar fi să mergeți la un restaurant chinezesc și să îi rugați să vă ajute cu arderea wok-ului pe arzătorul profesional, va costa două-trei beri dacă cunoașteti pe cineva în interior. A doua variantă: să-l ardeți acasă, în cuptor, asta ca sa nu umpleți bucătăria de fum. Eu am ars trei wok-uri până acum, două în cuptor (ca în filmul de mai jos) iar cu unul am mers la un amic de la un restaurant chinezesc ca să mi-l ardă. Toate trei gătesc la fel de bine.
Cum se arde wok-ul in cuptor: – se încinge cuptorul la 230 grade C sau 450 Farenheit (la maximum, în funcție de cuptor, cu condiția ca aparatul să ajungă la această temperatură) – se spală bine wok-ul cu un burete de sârmă și cu detergent, în apă fierbinte, se înlătură tot stratul protector – se introduce wok-ul în cuptor pentru 20 de minute. Dacă wok-ul are mânere de lemn, în prealabil se înfășoară cu o cârpă umedă și apoi cu staniol, – se scoate wok-ul din cuptor, se descoperă mânerele, se pune pe aragaz și se încinge – se prăjesc stir fry frunze de ceapă verde, pentru a scoate gustul metalic. Veți obeserva de asemenea că la suprafață s-a format o peliculă antiaderentă, care trebuie conservată prin întreținerea wok-ului. – Wok-ul este gata pentru a fi folosit.
Câteva indicații minime pentru gătitul stir fry:
– Se șterge wok-ul bine cu un prosop de hârtie (veți vedea mai jos de ce), – se încinge wok-ul (până începe să fumege), – se aruncă în wok 3-4 linguri de ulei (sau un polonic mic), în funcție de cantitatea de mâncare care urmează a fi preparată, – se rotește wok-ul pentru a dispersa uleiul pe lateralele wok-lui, – de obicei se începe cu usturoi, ardei iute și ghimbir tăiate fin, se prăjesc 10-15 secunde și apoi se adaugă restul ingredientelor, în funcție de rețeta care urmează a fi pregatită, – se folosește doar ulei cu temperatură mare de fumegare (ulei de floarea soarelui, arahide, semințe de struguri, porumb), – nu se folosește în wok ulei de măsline, deoarece are punct de fumegare foarte scăzut. Întreținerea wok-ului este foarte simplă, dar importantă pentru a-l putea folosi până la adânci bătrâneți și pentru a-l lăsa nepoților).
Imediat ce preparatele sunt gata, wok-ul se goleste imediat, nu se pastrează mâncarea în wok – se spală imediat după folosire cu apă cât mai fierbinte,  – nu se folosește detergent, perie sau burete de sârmă! (asta am învățat-o de la bucătarii chinezi), – resturile de mâncare grosiere se curăță cu peria de bambus (costa cam 10 lei – vezi imaginea), cu buretele sau cu o perie moale, se poate folosi partea abrazivă de la burete dar “gentle”, pentru a conserva stratul antiaderent format prin ardere.După spălare, se pune pe foc mic până se usucă complet, apoi se unge pe interior și pe exterior cu un șervet de hârtie înmuiat cu puțin ulei (de aceea vă spuneam că trebuie șters cu un prosop de hârtie când îl puneți din nou pe foc).